# Miquel Martínez
Miquel Martínez Moya, meglio noto come Miki (Berga, 28 giugno 1984), è un ex calciatore spagnolo, di ruolo centrocampista.

## Caratteristiche tecniche
È un mediano.

## Palmarès

### Club
- Coppa di Spagna: 1

Espanyol: 2005-2006

### Nazionale
- Giochi del Mediterraneo: 1

 2005